# Szabó Viktor
Szabó Viktor (Gyöngyös, 1986. július 23. –) labdarúgó, csatár. 2018-tól a Mosonmagyaróvári TE játékosa.

## Életpályája

### Diósgyőr
2008 nyarán érkezett a DVTK-hoz, előtte a ZTE-nél szerepelt próbajátékon.

### Korábbi klubjai
- Gyöngyös
- Vác
- DVTK

### NB1-es pályafutása
- Mérkőzések: 56
- Gólok száma: 1